# مجموع اختلافات تغییریافته مطلق
مجموع اختلافات تغییریافته مطلق، به‌طور گسترده معیار انطباق با بلوک است که به‌طور گسترده در تخمین حرکت کسری برای فسرده سازی ویدیو استفاده شده‌است. با در نظر گرفتن یک فرکانس تبدیل که معمولاً به صورت یک تبدیل هادامارد کار می‌کند، از تفاوت‌های بین پیکسل‌ها در بلوک اصلی و پیکسل‌های مربوطه در بلوک مورد استفاده برای مقایسه استفاده می‌شود. یک تبدیل اغلب یک بلوک کوچک به جای بلوک ماکرو است. به عنوان مثال، در x264، یک سری از بلوک‌های ۴ × ۴ به جای انجام پردازش‌های بیشتر ۱۶*۱۶ تبدیل می‌شوند.

## مقایسه با معیارهای دیگر
SATD نسبت به مجموع اختلافات مطلق کمتر است. SATD هنوز هم می‌تواند به‌طور قابل توجهی با دستورالعمل SIMD در اکثر پردازنده‌های مدرن بهینه‌سازی شود. مزیت SATD این است که تعداد بیت‌هایی را که برای ارسال سیگنال خطای باقی مانده مورد نیاز است، مدل می‌کند. به همین ترتیب، اغلب در کمپرسورهای ویدئویی یا به عنوان یک راه برای رانندگی و برآورد هزینه مانند رمزگذار تئورا به عنوان یک متریک اختیاری مورد استفاده در جستجوی حرکت گسترده مانند رمزگذار مایکروسافت VC-1 یا به عنوان متریک مورد استفاده در زیر پیکسل مثل x264 استفاده می‌شود.